# 컷스로트 아일랜드
《컷스로트 아일랜드》(영어: Cutthroat Island)는 1995년 개봉한 모험 해적 영화(swashbuckler film)이다. 지나 데이비스가 주인공을 맡았고, 당시 데이비스의 남편이었던 레니 할린이 감독하였다.
4개국 합작이며, 제작 과정에서 9,200만에서 1억 1,500만 달러에 달하는 비용이 투입되었지만 흥행 수익은 고작 1,600만 달러에 그쳤다. 결국 이 작품은 역사상 최악의 흥행을 기록한 영화로 기네스 세계 기록에 등재되었다.
이러한 흥행 참패의 여파로 제작사인 캐럴코 픽처스의 재정 상태는 더욱 나빠져, 이 영화를 마지막으로 파산하게 되었다.
또한 이 영화의 실패로 할리우드의 해적 소재 영화 제작이 급감하였다. 이와 같은 현상은 2003년 캐리비안의 해적 시리즈가 성공을 거두기 전까지 계속되었다.

## 줄거리
1668년 자메이카. 버커니어 모건 애덤스의 아버지는 컷스토르 아일랜드에 보물이 묻혀 있는 장소를 가리키는 지도 3분의 1을 두피에 문신으로 새겨 두었다. 아버지가 사망하면서 남긴 유언에 따라 모건은 아버지의 두피를 벗겨내고, 아버지의 갈레온을 물려받아 새 선장이 된다.
이후 모건은 보물을 찾으려는 여정을 시작하고, 역시 보물을 노리는 삼촌 “도그” 브라운에게 쫓긴다. 곧 지도 해석에 필요한 라틴어 능력을 보유한 의사 윌리엄 쇼가 이 모험에 합류한다.

## 출연진
- 지나 데이비스 - 모건 애덤스 역
- 매슈 모딘 - 윌리엄 쇼 역
- 프랭크 랜젤라 - 더글러스 “도그” 브라운 역
- 모리 체이킨 - 존 리드 역
- 패트릭 맬러하이드 - 에인즐리 총독 역
- 스탠 쇼 - 글래스풀 역
- 렉스 린 - 블레어 씨 역
- 폴 딜런 - 스넬그레이브 역
- 크리스토퍼 매스터슨 - 보언 역
- 해리스 율린 - “블랙” 해리 애덤스 역
- 레니 할린

## 우리말 녹음
MBC 성우진 (1997년 9월 14일)
- 윤소라 - 모건(지나 데이비스)
- 안지환 - 쇼(매슈 모딘)
- 황일청
- 이병식
- 김태훈
- 최상기
- 이종오
- 손원일
- 박지훈
- 전수빈
- 임유진
- 김호성
- 이철용
- 김영선
- 정남
- 엄태국

## 같이 보기
- 대해적